# アグニア (小惑星)
アグニア (847 Agnia) は小惑星帯に位置する小惑星である。グリゴリー・ネウイミンがシメイズ天文台で発見した。
ロシアの医師アグニア・イワノヴナ・バディナ (Agnia Ivanovna Bad'ina) にちなんで命名された。